# المعملة (حجر)

'

تعديل مصدري - تعديل

المعملة هي إحدى قرى عزلة الجول بمديرية حجر التابعة لمحافظة حضرموت، بلغ تعداد سكانها 134 نسمة حسب تعداد اليمن لعام 2004.